# Jean Quirin de Forcade
Jean Quérin de Forcade, Marquis de Biaix, ou Johann Quirin von Forkade-Biaix genannt (né le 14 décembre 1663 à Pau en Béarn et mort le 2 février 1729 à Berlin) est un Generalleutnant royal prussien. Il est chef du 23e régiment d'infanterie et commandant du château de Berlin.

## Biographie

### Famille
Dans les anciens manuels biographiques, ses parents sont nommés comme le maréchal français Jacques de Forcade, marquis de Biaix et Philippine d'Espalungue, baronne d'Arras. On ne sait pas encore avec certitude si ces noms sont déformés intentionnellement ou par erreur. Aucun registre paroissial protestant n'est connu pour Pau avant 1668.
Ses parents sont Jean de Forcade, seigneur de Biaix, (1659–1684) et Madeleine de Lanne († après 1701), fille de Ramon de Lanne, citoyen de Pau. Un certain Jean de Forcade est mentionné comme fermier des monnaies de Béarn et Navarre. Jean de Forcade, seigneur de Rontignon, achète le fief de Biaix à Pau le 28 février 1659 à Gratien de Turon, seigneur de Beyrie. Le 10 juin 1659, il est admis dans l'ordre de la noblesse du Béarn comme seigneur de Biaix. Quelques jours après sa mort, le fief passe à son fils aîné, Isaac, qui est admis dans l'ordre de la noblesse de Béarn comme seigneur de Biaix le 18 novembre 1684.
Autant que l'on sache, Jean Quérin de Forcade-Biaix n'est pas réellement un marquis. Le fief de Biaix n'est pas un marquisat mais une seigneurie. Ce qui est sûr, c'est qu'il n'a jamais été maître de Biaix. Les seigneurs de Biaix sont son père, Jean de Forcade (1659–1684), son frère, Isaac de Forcade (1684–1737) et son neveu, Jean-Jacob de Forcade (1738–?).

### Émigration vers la Prusse
Comme beaucoup de huguenots, Jean Quérin de Forcade quitte le pays après la révocation de l' édit de Nantes. Il arrive en Brandebourg au plus tard en octobre 1685 (terminus ante quem). Le 15 avril 1697, Jean Quirin de Forcade se marie avec la baronne Juliane von Honstedt (Hohnstaedt) de la maison d'Erdeborn. Elle est la fille du major général Quirin, seigneur héréditaire von Honstedt (de), auf Sulzau, Weikenburg et Erdeborn, et de son épouse Maria Magdalena Streiff von Löwenstein (de), auf Falkenau, Diedenhosten et Bacour. Ses deux fils sont :
- le lieutenant général prussien Friedrich Wilhelm Quirin von Forcade (1699–1765)
- le maréchal de la cour du prince de Prusse Peter Isaak von Forcade (1702–1775) ; il se marie d'abord avec Anna Elisabeth Cantenius, après sa mort il épouse Katharina von Eickstedt[11] Le couple a plusieurs filles.

Notamment, une fille :
- Sophia Philippine, mariée avec :
  - Paul Albrecht Thévenin Sieur Des Glereaux
  - Georg Wilhelm von Aschersleben (de) (1702-1775), président de la Chambre prussienne de Poméranie[12]

### Carrière militaire
- En octobre 1686, il est lieutenant dans la milice de l'électeur de Brandebourg, Frédéric II, à Francfort-sur-Oder .
- En 1688, il est capitaine dans la garde du Corps de l'électeur à Francfort-sur-Oder.
- En 1692, il devient capitaine dans la garde prussienne à Crossen-sur-l'Oder .
- Le 12 septembre 1702, il devient major dans la Garde Blanche (plus tard 1er régiment d'infanterie).
- Le 12 août 1705, il est promu lieutenant-colonel .
- En 1711, il devient colonel .
- En 1713, il devient commandant du château de Berlin et vit dans la maison du commandant au Bastion 10, près de la porte du Roi (de)[13]
- En février 1716, il est nommé colonel du 23e régiment d'infanterie, alors en garnison à Berlin[14]
- Le 31 mai 1718, il est promu général de division .
- Le 2 février 1729, jour de sa mort, il est nommé lieutenant général .